# مغانجیق
مغانجیق یکی از روستاهای استان آذربایجان شرقی است که در دهستان سراجوی شمالی بخش مرکزی شهرستان مراغه واقع شده‌است.
خاک حاصل‌خیز این روستا موجب وجود باغ‌های سیب و انواع میوه‌های صادراتی در این روستا می‌باشد و سالانه چندین هزار تن صادرات سیب و هلو... کشوری را تأمین می‌کند.
این روستا دارای دو مسجد و چهار هیئت عزاداری است و هر ساله مراسم مذهبی باشکوهی در ایام محرم در این روستا برگزار می‌شود.

روستای مغانجیق دارای یک مدرسه دو شیفته ابتدایی(دخترانه-پسرانه) و یک مدرسه دخترانه دو شیفته(دوره اول و دوره دوم) و یک مدرسه پسرانه دو شیفته(دوره اول و دوره دوم) و یک مرکز پیش دبستانی با مدیریت خصوصی میباشد.